# Diego Sarmiento de Acuña, greve av Gondomar
Diego Sarmiento de Acuña, född den 1 november 1567 i Astorga, död den 2 oktober 1626 i Casa la Reina, var en spansk diplomat och greve av Gondomar. Han var Spaniens ambassadör i England mellan 1613 och 1622, därefter en slags ambassadör emeritus och Spaniens främsta expert på affärer med England fram till sin död.
Hans rykte som diplomat, som gav honom internationell historisk betydelse kommer från hans två tjänstgöringsperioder i England, 1613–1618 och 1619–1622. Han smickrade kung Jacob I:s kärlek till böcker och fred och använde skickligt önskemålet om en äktenskaplig allians mellan prinsen av Wales, senare Karl I, och infanta Maria Anna av Spanien. 